# 청암대학교
청암대학교(靑巖大學校, Cheongam College)는 전라남도 순천시에 위치한 사립 전문대학이다.

## 연혁
1954년 4월 1일, 순천간호고등기술학교가 설립되었다. 1963년 공립 학교로 전환되었다. 1972년 12월 18일, 고등교육기관인 전문학교로 개편되며 순천간호전문학교로 교명을 변경한다. 1979년 1월, 전문학교의 전문대학 개편 정책에 따라 순천간호전문대학으로 교명을 변경한다.
1983년, 다시 사립으로 변경되어 강길태가 설립한 학교법인 청암학원이 학교를 인수한다. 이듬해인 1984년 3월, 본래 도립 대학으로써 전라남도순천의료원 부지 내 위치했던 학교 교사를 현재의 교사로 이전한다. 1991년 환경관리과와 세무회계과, 1992년 경영정보과 등을 설치하며 간호 특성화 전문대학을 탈피하는 한편, 1993년 3월, 순천전문대학으로 교명을 변경한다.
1998년 5월, 전문대학의 교명 전문 명칭 삭제가 가능해짐에 따라 순천청암대학으로 교명을 변경한다. 이어 2010년 3월, 청암대학으로 바꾼다. 이어 전문대학 명칭 자율화 정책에 따라 2012년부터 청암대학교로 교명을 변경하여 현재에 이르고 있다.
한편, 2015년 실시된 대학구조개혁평가에서 D+ 등급을 받은 바 있으나, 2017년 재정 지원 제한 조치가 해제되었다.

## 교육편제
청암대학교는 자체적으로 자연과학계열, 인문사회계열, 공학계열, 예체능계열 등 4개 계열로 전공을 나누어 소개하고 있으며, 2024년 기준으로 23개 전공을 설치하여 전문학사 학위 과정을 운영하고 있다. 단, 간호학과에 한하여 학사 학위를 수여하며, 물리치료과, 안경공학과 등 일부 과정에 한하여 학사학위 심화 과정을 운영 중에 있다.

## 캠퍼스 풍경
청암대학교는 전라남도 소재 사립 전문대학으로, 덕월동에 그 교사가 위치한다. 약 9동의 건축물이 위치하고 있다. 캠퍼스 내 중앙에 동일 법인 산하 고등학교인 순천청암고등학교가 위치한다.
캠퍼스 동측 녹색로 혹은 우석로를 통해 접근이 가능하며, 우석로를 통해 북측편에 순천제일대학교와 인접한다. 캠퍼스 서측 일대로 경전선 순천역~원창역 선로가 경유하지만, 캠퍼스 인근에서 정차하지 않는다.